# Мичел Доналд
Мичел Доналд (енгл. Mitchell Donald; Венеп, 10. децембар 1988) бивши је холандски фудбалер. Играо је на средини терена.

## Клупска каријера
Доналд је почео да тренира у Бијлмеру, касније је био члан Зебургије из Амстердама, а од 1998. године је постао члан Ајаксових млађих категорија. За први тим Ајакса дебитовао је 14. фебруара 2007. године у мечу Купа УЕФА против Вердера. Члан Ајакса био је до 2011. године. Доналд ипак није добио праву шансу у славном клубу за који је одиграо 24 такмичарске утакмице уз два поготка. Већину времена провео је на позајмицама у младом тиму Ајакса од 2007. до 2009. године и у Вилему II током 2010. године.
Касније је прешао у Роду, где је од 2011. до 2014. године стандардно наступао у холандској Ередивизији. Током 2014. и 2015. године носио је дрес Мордовије из Саранска у Премијер лиги Русије. Од августа 2015. па до краја сезоне 2017/18. био је играч Црвене звезде. Од јула 2017. је носио и капитенску траку, чиме је постао први странац капитен у историји ФК Црвена звезда. У црвено-белом дресу одиграо је 107 утакмица, забележио 14 погодака, остварио 10 асистенција и освојио две титуле првака државе. Након Црвене звезде је играо у Турској за Малатијаспор и Ерзурумспор.

## Репрезентација
Био је и репрезентативац Холандије за узраст до 21 године, јер је током 2009. одиграо три меча у наранџастом дресу.

## Трофеји

### Ајакс
- Првенство Холандије (1): 2010/11.
- Куп Холандије (1): 2007.
- Суперкуп Холандије (1): 2007.

### Црвена звезда
- Првенство Србије (2): 2015/16, 2017/18.